# Cyphotettix dinghuensis
Cyphotettix dinghuensis är en insektsart som beskrevs av Liang 1995. Cyphotettix dinghuensis ingår i släktet Cyphotettix och familjen torngräshoppor. Inga underarter finns listade i Catalogue of Life.